# 費蘭度·列謝斯
費蘭度·法蘭西斯高·列謝斯（葡萄牙語：Fernando Francisco Reges，1987年7月25日—），一般稱為費蘭度或費蘭度·列謝斯，巴西職業足球員，現效力巴甲球會國際體育會，司職防守中場。
自於2007年加盟波尔图後，他長期效力該隊，為球隊上陣236場並贏得12項主要錦標，包括四次葡超冠軍及2011年歐霸盃冠軍。

## 球會生涯

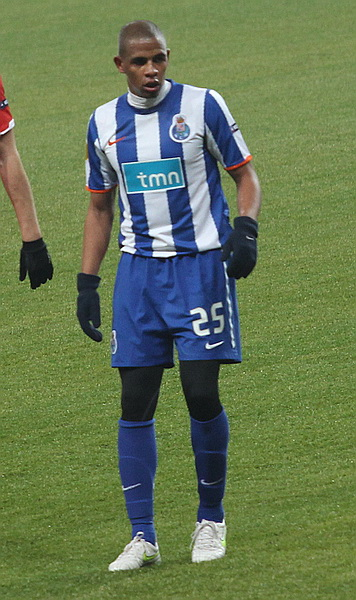
2010年的費蘭度

### 波圖
費蘭度出生於上帕萊索。2007年6月從巴丙球會維拿路華與葡超班霸波圖簽約五年。不過，他在首季葡超卻被外借至艾馬多拉，他亦成為該隊正選。
2008/09球季，費蘭度重返波圖，並和、合組黃金中場線，為球隊贏得葡超四連霸。他一直為球隊常規正選，於2010/11球季共上陣41場，而在賽場上的近三千分鐘，他為球隊攻入兩球，並贏得三冠王。
2014年2月9日，費蘭度與波圖幾經斡旋後，終肯與球隊續約至2017年。在續約之前，費蘭度因拒絕續約而曾遭球會雪藏。

### 曼城
2014年6月25日，費蘭度以未公開轉會費加盟英超曼城，外界估計轉會費約為1200萬英鎊。加盟後他說：「我會在每場賽事都全力以赴，對於在曼市的日子非常期待。」2014年8月10日在溫布萊球場上演的英格蘭社區盾中首次上陣並踢足全場，但球隊以0:3大敗予阿仙奴，一周後對紐卡素首次亮相英超，球隊以2:0取勝。
費蘭度於2014年12月26日作客3:1擊敗西布朗的賽事中為曼城攻入首個入球。

## 國際賽生涯
費蘭度曾於2007年入選巴西U20出戰南美青年盃，但他卻在次圈對智利的賽事中因攻擊球證杜亞迪（Albert Duarte）而被驅逐離場，球隊雖在其後贏得冠軍，但他的行為被南美足協處分停賽國際賽一年，但並不包括2007年的世青盃。
2013年1月，費蘭度曾說過：「若有其他國家邀請我轉藉加入，我會拒絕。我的夢想是效力巴西國家隊，我肯定終有一天我能穿上森巴球衣作賽。」不過他卻在同年12月成為葡萄牙公民，並在2014年3月正式申請入籍葡萄牙，根據國家法規第8.1條，他獲得代表該國參賽的資格。不過，由於他之前代表巴西U20時未持有葡萄牙護照，他只能代表巴西國家隊，效力葡萄牙國家隊夢碎。

## 榮譽

### 球會
波圖
- 歐霸盃: 2010–11
- 葡超: 2008–09、2010–11、2011–12、2012–13
- 葡萄牙盃: 2009–10、2010–11
- 葡超盃: 2009、2010、2011、2012、2013
- 歐超盃亞軍: 2011
- 葡聯盃亞軍: 2009–10、2012–13

### 國家隊
- 南美青年錦標賽: 2007